# Ageeth Boomgaardt
Ageeth Boomgaardt (Tilburg, 16 november 1972) is een hockeycoach en voormalig Nederlands hockeyster. Van 1996 tot 2004 speelde Boomgaardt 192 interlands (86 doelpunten) voor de Nederlandse hockeyploeg. 

## Levensloop
De hockeycarrière van Boomgaardt begon bij MHC HOCO uit Oisterwijk. Boomgaardt promoveerde met de dames van Den Bosch in 1990 naar de Hoofdklasse. In 1992 maakte zij de overstap naar MOP voor vier seizoenen. In 1997 keerde ze terug bij Den Bosch waar ze zeven landstitels op rij won en vijf keer op rij de Europa Cup I (2000-2004). Boomgaardt staat bekend om haar sleepcorner waarmee ze vele doelpunten maakte. Zowel in het seizoen 1999/00 als in 2003/04 was ze de topscorer van de dameshoofdklasse.
Ze nam met Nederland deel aan de spelen van Sydney 2000 en Athene 2004, waar ze respectievelijk de bronzen en de zilveren medaille won. Daarnaast won ze met de nationale ploeg twee keer zilver op het WK hockey en twee keer goud op het EK hockey. Na de spelen van 2004 nam ze afscheid van het tophockey als speler. Haar eerste interland speelde ze op 27 januari 1996 (Verenigde Staten-Nederland 0-0) en haar laatste op 26 augustus 2004 (Nederland-Duitsland 1-2).
Na haar actieve hockeycarrière ging Boomgaardt verder als coach. Tot 2011 was ze zes jaar lang bondscoach van Nederlands meisjes A. Daarnaast was ze van 2008 tot 2013 coach van de dames van Oranje Zwart, waarmee in 2009 promotie naar de Hoofdklasse werd afgedwongen. Als bondscoach op de Olympische Jeugdspelen pakte ze goud in 2010 en zilver in de zomer van 2014. Van 2012 tot 2014 was ze assistent-bondscoach van het Nederlandse dameselftal, dat in 2014 wereldkampioen werd. In 2015 ging ze aan de slag als coach van de dames van Laren. Boomgaardt was van juni 2016 tot en met maart 2017 bondscoach van de Belgische nationale damesploeg.
Vervolgens coachte ze MOP (2018-2020), en Tilburg (2020 en 2024) waarmee ze in 2022 naar de Hoofdklasse promoveerde. In 2025 werd ze coach van het herenteam van Oranje-Rood.
Dillianne van den Boogaard · 
Minke Booij · 
Ageeth Boomgaardt · 
Julie Deiters · 
Mijntje Donners · 
Fleur van de Kieft · 
Fatima Moreira de Melo · 
Clarinda Sinnige · 
Hanneke Smabers · 
Minke Smabers · 
Margje Teeuwen · 
Carole Thate · 
Daphne Touw · 
Macha van der Vaart · 
Myrna Veenstra · 
Suzan van der Wielen ·
Coach: Tom van 't Hek
Minke Booij · 
Ageeth Boomgaardt · 
Chantal de Bruijn · 
Mijntje Donners · 
Miek van Geenhuizen · 
Sylvia Karres · 
Lieve van Kessel · 
Fatima Moreira de Melo · 
Eefke Mulder · 
Lisanne de Roever · 
Maartje Scheepstra · 
Janneke Schopman · 
Clarinda Sinnige · 
Minke Smabers · 
Jiske Snoeks · 
Macha van der Vaart ·
Coach: Marc Lammers